# Neofunkcjonalizacja

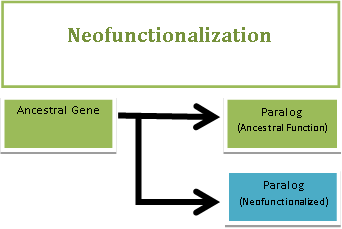
W wyniku procesu neofunkcjonalizacji po duplikacji jeden gen zachowuje pierwotną funkcję, a drugi ulega mutacjom, w wyniku których zaczyna pełnić nową funkcję

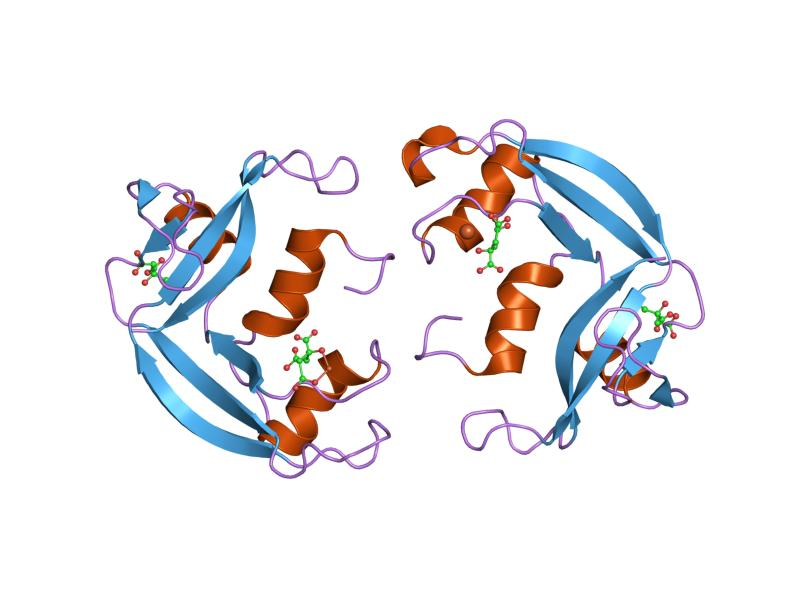
Wedle części badaczy na skutek neofunkcjonalizacji powstało białko kationowe eozynofilów

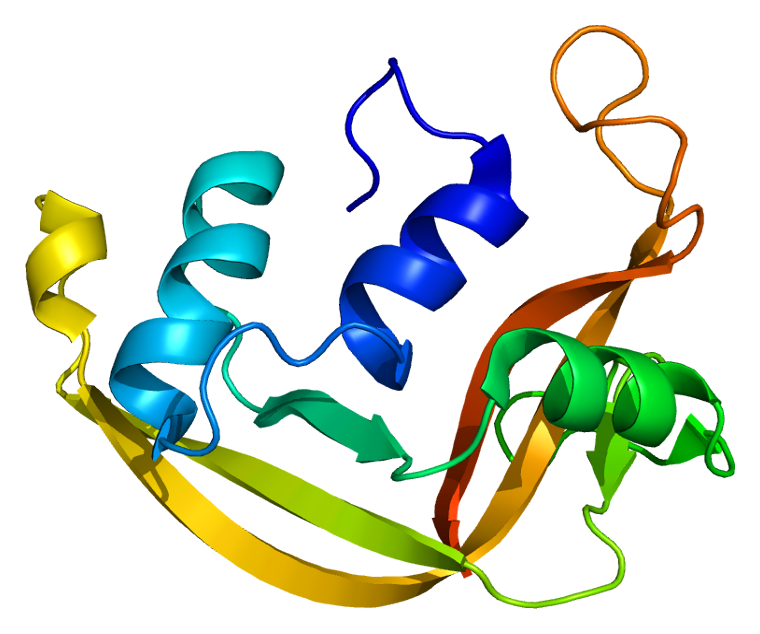
Neurotoksyna eozynofilów, z której powstało ECP

Neofunkcjonalizacja – jeden z dwóch mechanizmów nabywania nowych funkcji przez geny po duplikacji polegający na tym, że jeden z genów zachowuje swoją oryginalną funkcję, a drugi w wyniku mutacji zaczyna pełnić nową funkcję.
Duplikacja to mechanizm powodujący pojawienie się w genomie dodatkowej kopii już istniejącego genu. W efekcie w haploidalnym genomie istnieje więcej niż pojedyncza kopia danego genu. Takie geny paralogiczne na początku pełnią tę samą funkcję. Może się jednak zdarzyć, że w jednym (i tylko w jednym z nich) zajdą mutacje, które umożliwią mu pełnienie innej funkcji. W tym samym czasie druga kopia genu będzie zachowywała ancestralną (pierwotną) formę, zapewniając wykonywanie funkcji wcześniej już pełnionej przez gen. W stosunku do tej kopii działał będzie dobór oczyszczający przeciwdziałający zmutowanym formom genu, natomiast dzięki zapewnieniu przez tę kopię pierwotnej funkcjonalności druga kopia może ewoluować i nabywać nowe funkcje.
Zduplikowane geny mogą oczywiście podlegać także innym procesom. Istnieje przykładowo znaczne prawdopodobieństwo, że zamiast nabycia nowej funkcji mutacje spowodują, że zmieniająca się kopia genu straci tę, którą uprzednio posiadała. Jest to częsty proces, w wyniku którego gen staje się pseudogenem.
Geny powstałe przez duplikacje tworzą zwykle rodziny – grupy genów o wspólnym pochodzeniu, pełniące różne, ale w pewien sposób zbliżone funkcje.
Proces neofunkcjonalizacji opisany został przez Susumo Ohno w 1970. Innym procesem nabywania przez geny nowych funkcji jest subfunkcjonalizacja.
Wedle Futuymy za przykład neofunkcjonalizacji uznaje się powstanie eozynofilowego białka kationowego (ECP). Kodujący je gen zalicza się do rodziny rybonukleaz, podobnie jak gen kodujący eozynofilową neurotoksynę (EDN). Otóż w przeszłości istniał jedynie gen EDN, który w pewnym momencie uległ duplikacji. Liczne niesynonimiczne mutacje obserwuje się jedynie w jednej kopii tego genu, drugą więc musiał utrzymać w niezmienionym stanie dobór. Dzięki rzeczonym podstawieniom białko ECP nabyło własności antypatogenowych (wydzielane jest podczas odpowiedzi immunologicznej). Inne badania, potwierdzając wspólne pochodzenie obu genów, które rozdzieliły się w czasie rozejścia się linii ewolucyjnych małp szerokonosych i wąskonosych, wskazują na szybką ewolucję obu genów i nabycie przez nich obu funkcji związanych z obroną przez infekcjami.